# Tillières (Maine-et-Loire)
Tillières ist eine Ortschaft und eine Commune déléguée in der französischen Gemeinde Sèvremoine mit 1.948 Einwohnern (Stand 1. Januar 2022) im Département Maine-et-Loire in der Region Pays de la Loire. 
Mit Wirkung vom 15. Dezember 2015 wurden die Gemeinden Le Longeron, Montfaucon-Montigné, La Renaudière, Roussay, Saint-André-de-la-Marche, Saint-Crespin-sur-Moine, Saint-Germain-sur-Moine, Saint-Macaire-en-Mauges, Tillières sowie Torfou zu einer Commune nouvelle mit dem Namen Sèvremoine zusammengelegt. Die Gemeinde Tillières gehörte zum Arrondissement Cholet sowie zum Kanton Saint-Macaire-en-Mauges.

## Bevölkerungsentwicklung
- 1962: 1307
- 1968: 1311
- 1975: 1249
- 1982: 1234
- 1990: 1257
- 1999: 1268
- 2008: 1739

## Wirtschaft
Neben der Landwirtschaft mit Viehzucht und Ackerbau wird hier auch in größerem Umfang Wein angebaut. Die Rebflächen liegen in den Weinbaugebieten Muscadet, Muscadet Sèvre et Maine und Gros Plant du Pays Nantais. 

## Weblinks

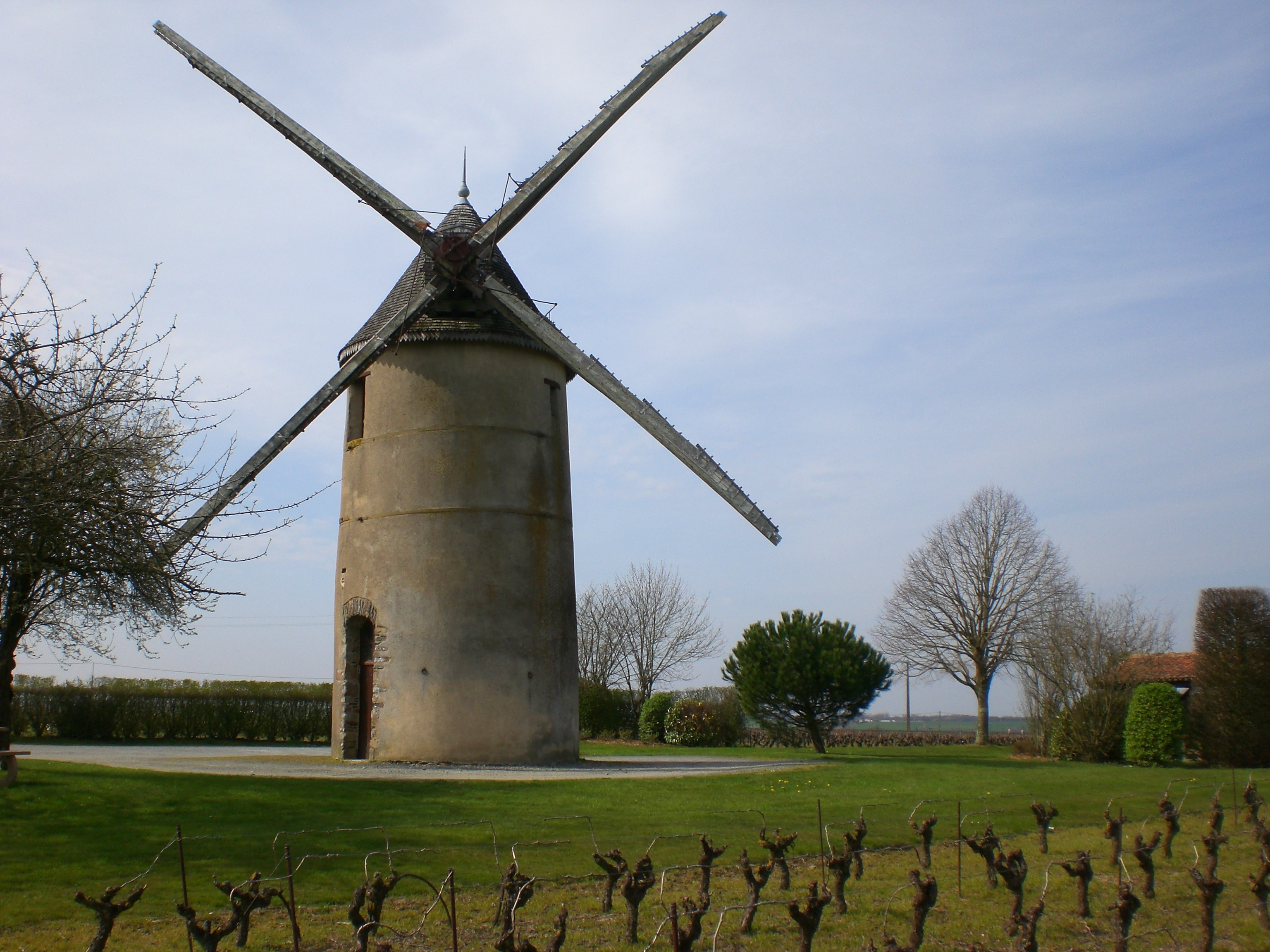
Windmühle Gouillou